# 문화군
| Daedongyeojido (Gyujanggak) 10-05.jpg |
| Daedongyeojido (Gyujanggak) 11-05.jpg |

문화군(文化郡)은 황해도 삼천군 대부분과 신천군 일부, 대한민국 이북 5도기준 신천군 초리면, 문무면, 궁흥면, 산천면, 용진면, 문화면지역에 있던 한국의 옛 행정구역이다.

## 연혁
고구려 때 궐구현(闕口縣)이 설치되었으나 신라 때는 이 지역에 군현이 설치되지 않고 궐구라는 지명만 남았다. 신라 멸망 이후 고려 초에 유주(儒州)로 승격되었다. 1018년(고려 현종 9년) 풍주의 속주가 되었다가 1106년(고려 예종 원년) 감무가 파견되면서 일반주로 독립했다.
1259년(고려 고종 46년) 위사공신(衛社功臣)이었던 유경의 내향이라 하여 문화현령관(文化縣令官)으로 승격되었다. 조선 시대에는 고려처럼 현령이 파견되었는데, 1484년(조선 성종 15년) 천연두로 인해 지금의 신천군 문무면 고현리(現 삼천군 고현리)에 있던 현의 치소를 문화면 동각리(現 신천군 건산리)지역으로 옮겼다. 조선후기에는 읍내면(邑內面)·서부면(西部面)·갈산면(葛山面)·초천면(草川面)·용진면(用珍面)·초리면(草里面)·흥왕면(興往面)·궁촌면(弓村面)·방죽면(方竹面)을 관할했다.
1895년 문화군으로 승격되고 9개 면을 관할했으나, 1909년 신천군에 흡수되어 사라졌다.
1. ↑  《신증동국여지승람》제 42권 황해도 문화현